# Biblioteca de Catalunya

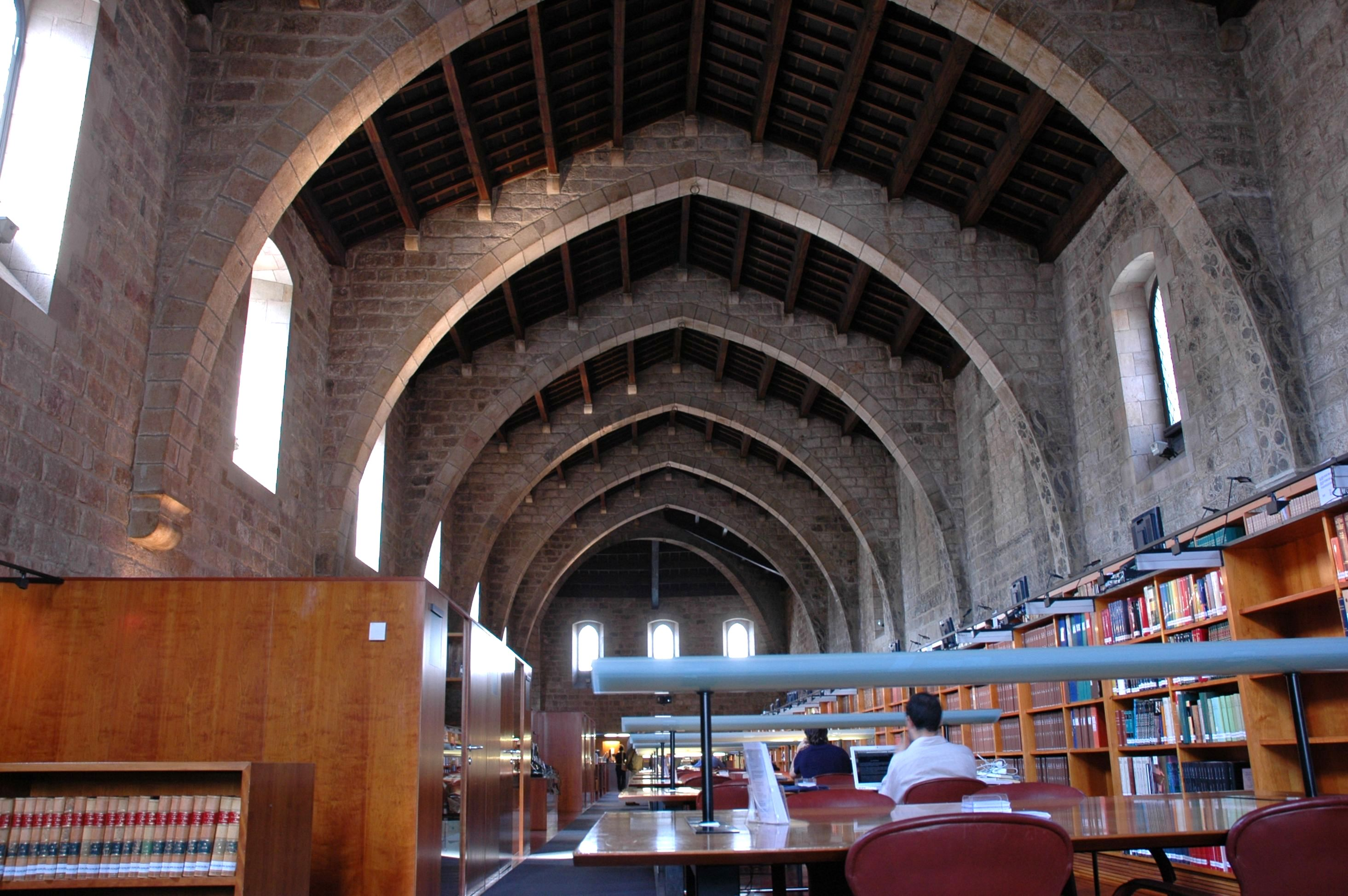
La vecchia infermeria dellHospital de la Santa Creu

La Biblioteca de Catalunya è una biblioteca di Barcellona ed è considerata la biblioteca nazionale della comunità autonoma della Catalogna. 
Creata nel 1907 come biblioteca dell'Institut d'Estudis Catalans, venne aperta al pubblico nel 1914, con sede nel palazzo della Generalitat de Catalunya, finché nel 1931, l'Ajuntament de Barcelona non mise a disposizione gli edifici dell'antico Hospital de la Santa Creu.
Oggi, la biblioteca occupa una superficie totale di 8.820 m² e contiene circa tre milioni di esemplari.